# Калі Юґа
Калі Юґа (Калі-Юґа) (санскр. कली युग, за різними трактуваннями, епоха богині Калі або демона Калі) — в індуїзмі є останньою епохою (юґою), після якої починається оновлення часу.

## Датування початку
Калі Юґа характеризується падінням моралі. В індійській літературі приводяться різні датування Калі Юґи. Згідно з Пуранами, Калі Юґа почалася перед поверненням Шрі Крішни до Вайкунтхи опівночі 23 січня за григоріанським календарем або 18 лютого за юліанським 3102 р. до н. е. (якщо рахувати без нульового року) через 35 років після битви Махабхарат і триває 1200 років девів. Остання Каліюга відноситься до 28 чатурюги 7 манвантари Вайвасвата Ману.
У 12-й пісні ШБ сказано, що астрономічно Калі Юґа настала трохи раніше повернення Крішни до Вайкунтхи, але Його присутність на землі не дозволяло Калі проявитися, і коли Він пішов, вона повністю і виявилася. У Махабхараті є слова Крішни про те, що нова юга почнеться після загибелі діда Бхішми, тобто 10 грудня −3138 (юліан. 5 січня 3136 до н. е.)
- Бхаґавата-Пурана 12.2.

#### Текст 27—28
Із семи зірок, що утворюють сузір'я Семи Мудреців, першими на нічному небі сходять Пулаха і Крату. Говориться, що місячний дім, через який пройде по цих зіркам Небесний меридіан, що з'єднує північ і південь, буде керувати сузір'ям Семи Мудреців в цей час. Сім Мудреців залишаться пов'язаними з цим місячним домом на сто людських років. Протягом твого життя, царю, вони розмістилися в Накшатра, під назвою Магха.

#### Текст 31
Коли сузір'я семи мудреців проходить через місячний дім Магха, починається епоха Калі. Вона триває дванадцять сотень років девів.

#### Текст 32
Коли великі мудреці сузір'я Саптаріші перейдуть із Магха в Пурвашадху, Калі увійде в повну силу, починаючи з династії царя Нанди.
Ім'ям Крату названа Дубхе — друга за яскравістю зоря в Саптаріші-мандалі або астеризмі Великого Воза в сузір'ї Великої Ведмедиці, Пулаха — Мерак. За допомогою уявної лінії, що проходить через зірки Дубхе (α UMa / α Ursae Majoris) і Мерак (Beta Ursae Majoris (β UMa / β Ursae Majoris), можна знайти Полярну зорю. Для датування великих проміжків часу використовували календар Саптаріші накшатра.

#### Текст 34
Через тисячу небесних років Калі Юґи знову проявиться сатйа-йуга. До того часу уми всіх людей проясняться.
Бхагаван Шрі Сатья Саі Баба під час своєї бесіди на літньому курсі лекцій про Крішну, що проходив у м. Уті в 1976 р., згадав, що Крішна народився 20 липня 3228 до н. е. за західним календарем, або, по індійському, це рік шрімукха, місяць шравана, двотижневий період бахула, день аштамі, зірка Рохіни, а час — 3 година після опівночі ; Крішна покинув тіло 20 лютого 3102 до н. е., день Угаді, рік прамаді ; битва на Курукшетрі, коли Крішною була повідана Бгаґавад-Ґіта, була в 3138 до н. е., вона тривала 18 днів і почалася за 67 днів до дня зимового сонцестояння. (Сатья Саї Баба «Літні троянди на блакитних горах „76“)
На меридіані Удджайн в Індії сім планет, включаючи Сонце і Місяць невидимі, так всі вони знаходяться приблизно в одному напрямку по інший бік Землі. Прямо над головою невидимо висить в нічному небі темна планета Раху. В той день реально виникло таке розташування планет, і це відзначає початок Калі Юґи. Дійсно в Шарья-Сіддханта час вимірюється в днях з початку Калі Юґи, і прийнято, що положення всіх семи планет у двох їх циклах збігалося з положенням зірки Зета Риб в нульовий день Калі Юґи. Ця зірка, Реваті використовується як початок відліку небесної довготи. Приймається також, що положення планети Раху становило 180 градусів від цієї зірки. У деяких системах, наприклад, Арйабхати вважають, що Калі Юґа почалася на світанку, а не опівночі. В інших вважають, що розташування планети неточно потрапляли на пряму лінію, а лише були близькі до неї.
Дата югаді (місячний новий рік)
- Jagannatha Hora\data\Kaliuga Date: January 22, -3101 (Julian 17 February)
- Time: 7:07:00 Time Zone: 5:30:00 (East of GMT)
- Place: 68 E 58' 00», 22 N 14' 00" Dwarka, India
- Lunar Yr-Mo: Pramathi — Chaitra. Tithi: Sukla Pratipat (Su) (99.98 % left)
- Vedic Weekday: Wednesday (Me) Nakshatra: Revati (Me) (71.97 % left)
- Yoga: Indra (Ra) (43.97 % left)
- Sunrise: 7:48:51 (January 21) Sunset: 18:40:36
- Ayanamsa: 313-24-06.64 Sidereal Time: 14:17:15

- Body Longitude Nakshatra Pada Rasi Navamsa

- Lagna 9 Pi 27' 59.18" UBha 2 Pi Vi
- Sun — BK 20 Pi 24' 02.62" Reva 2 Pi Cp
- Moon — AmK 20 Pi 24' 12.01" Reva 2 Pi Cp
- Mars — MK 17 Pi 04' 55.25" Reva 1 Pi Sg
- Mercury — PK 4 Pi 53' 52.12" UBha 1 Pi Le
- Jupiter — GK 4 Ar 01' 44.22" Aswi 2 Ar Ta
- Venus — DK 2 Ar 55' 39.95" Aswi 1 Ar Ar
- Saturn — AK 23 Aq 06' 38.52" PBha 1 Aq Ar
- Rahu — PiK 13 Li 43' 01.65" Swat 3 Li Aq
- Ketu 13 Ar 43' 01.65" Bhar 1 Ar Le

Дата сонячного нового року — 1/02/-3101 (gregorian) *Time: 4:00:00, Sun 0Ar0, місячне затемнення 6/02/-3101, час макс. 20/30.

## Датування Свамі Шрі Юктешвар Гирі
Інший метод датування — «Положення світу щодо нинішнього періоду Двапара — сандхі (1894 рік) в індійських календарях вказано неправильно.
Астрономи і астрологи, що складали ці календарі, керувалися вказівками деяких дослідників, таких як Кулукка Бхатта, що жили в темному столітті Калі- Юги і досліджували санскритські писання. Сучасні прихильники цих вчених підтримують їх висновки про те, що тривалість Калі Юґи становить 432 000 років, з яких до сьогоднішнього моменту (1894 р. нашої ери) вже пройшло 4994 і залишається ще 427006 років. Який сумний прогноз ! Втім, на щастя помилковий[джерело?] …
Вперше ця помилка вкралася в календарі близько 700 року до нашої ери[джерело?] — під час царювання раджі Парікшіта, якраз на рік завершення останньої низхідній Двапара-Юги. У ті часи великий махараджа Юдхіштхіра, знаючи про наближення початку темної Калі Юґи, передав свій трон старшому синові, згаданому вище раджі Парікшіта. Сам же махараджа Юдхіштхіра разом з усіма мудрецями своєї свити віддалився в Гімалайські гори — справжній рай на землі[джерело?].
Унаслідок цього вийшло так, що у свиті залишився царювати раджі Парікшіта не виявилося нікого, хто зміг би розібратися в принципах правильного літочислення і чергування різних юг[джерело?].
Таким чином, по завершенні 2400 років, що складали закінчувала тоді Двапараюги, ніхто не наважився[джерело?] сповістити про настання темних віків Калі Юґи, обчисливши рік її початку, точно так само, як ніхто і не вказав точно[джерело?], коли настане кінець Двапараюги і скільки ще років залишається до цього кінця.
Відповідно до згаданого вище неправильним[джерело?] методом обчислень, перший рік настала Калі- Юги нумерувався як 2401- й, тобто в неї включалася і вся минула Двапара. Коли ж в 499 році нової ери 1200 років минули, а це — тривалість істинної Калі Юґи (в низхідній гілці), тобто коли Сонце досягло у своєму русі найвіддаленішої від Великого Центру точки своєї часткової орбіти (у цей момент точка осіннього рівнодення вступила в межі сузір'я Терези), цей рік — найтемніший період Калі Юґи — згідно з такими розрахунками вважався 3600-му, а не 1200-м, як слід було б. Із завершенням низхідній Калі Юґи, тобто після 499 року нової ери, Сонце, рухаючись по своїй орбіті, початок наближатися до Великого Центру — і згідно з цим інтелектуальна сила людей стала розвиватися і рости. І незабаром помилка, допущена, при складанні календарів, стала все частіше помічати мудрими людьми[якими?] того часу[джерело?]. Ці люди встановили, що тривалість Калі Юґи, обчислена мудрецями давнини, дорівнювала всього 1200 рокам. Однак, оскільки інтелект нових вчених[кого?] був розвинений ще недостатньо високо[джерело?], то помилку в календарях вони підмітили, але усунути її причину були не в змозі. Прагнучи усунути виниклі суперечності, вони припустили, що 1200 років, складові щиру тривалість Калі- Юги, це не земні роки, а роки богів, тобто, що тривалість Калі- Юги дорівнює 1200 рокам Дайва, причому кожен з цих років складається з 12 Дайва — місяців, кожен з яких, своєю чергою, має 30 Дайва-днів. Кожен же Дайва — день дорівнює одному періоду звернення нашої Землі навколо Сонця, тобто одному земному року. Таким чином, у цих[яких?] вчених мужів вийшло, що 1200 років Калі Юґи повинні дорівнювати 432 тисячам земних років (30 × 12 × 1200 = 432 000).
Однак щоб після всієї цієї плутанини з'ясувати справжній стан справ, нам необхідно уточнити місцезнаходження весняної точки рівнодення на небесній сфері навесні 1894 року.
Згідно з астрономічними довідниками[яких?], точка весняного рівнодення знаходилася в цей період в сузір'ї Овна на кутовій відстані 20°54'36» від його межі — в точці, де розташована зірка Реваті. Провівши відповідні обчислення, ми знайдемо, що точка весняного рівнодення у своєму зворотному русі перетнула кордон Овна у 1394 р.
Віднімаючи 1200 років (тривалість останньої Калі Юґи на висхідній гілці) зі знайдених 1394 років, ми отримаємо номер року поточної висхідної Двапара — Юги, в який вступив зараз світ Сонячної системи. Ми бачимо, що 1894 році нашої ери відповідає 194 рік нової Двапара — Юги. З урахуванням усього цього можна легко пояснити і помилку, що вкралася в стародавні календарі. Для цього достатньо до отриманого нами числа 1394 додати згадані вище 3600 років — і ми отримаємо 4994 — той самий номер, яким позначає в індійських календарях поточний 1894 рік нової ери — поширена нині помилкова теорія.